# The Sun Sessions
 The Sun Sessions  - альбом-збірник пісень Елвіса Преслі, записаних протягом року (липень 1954-липень 1955) на легендарній студії Sun Records. Диск вийшов 22 березня 1976. У 2002 році The Sun Sessions був обраний для включення до Національного реєстру звукозаписів Бібліотеки Конгресу як зразок, який має особливу важливість для історії розвитку американської популярної музики. У 2003 році збірка був поміщений на 11 місце списку Список 500 найкращих альбомів усіх часів за версією журналу «Rolling Stone». У Зал слави рок-н-ролу включені дві пісні з альбому: "Mystery Train" і "That's All Right". The Sun Sessions перший альбом Елвіса, що містить знамениту "I Don't Care If The Sun Don't Shine", до цього випускалася тільки як сингл.

## Про альбом
Платівка включає у себе пісні, які Елвіс Преслі записав на студії Сема Філліпса Sun Records. Філліпс підписав контракт з Преслі, коли почув пісню, записану останнім до дня народження своєї матері. На збірці присутня "That's All Right", одна з небагатьох записів, часто званих одними з перших в історії рок-н-ролу.
За словами Філліпса , Преслі репетирував зі своєю групою, Скотті Муром і Біллом Блеком, коли раптом почав наспівувати блюзовую пісню, написану Артуром Крадапа, а саме таке виконання цієї пісні і хотів почути Філліпс , тому він негайно підписав Преслі і приступив до запису.
Елвіс записав понад 20 пісень на студії Sun. 15 з них складають цей збірник.